# Liste von Schiffen mit dem Namen Leviathan
Leviathan ist ein mehrfach genutzter Name von Schiffen. Der Name stammt aus der Bibel und bezeichnet im Alten Testament ein großes Seeungeheuer, das vor allem im Buch Hiob und den Psalmen genannt wird.

## Schiffsliste
| Bezeichnung | Schiffsart      | Klasse / Typ     | Baujahr | Bauwerft                                 | Eigner                                   | Dienstzeit                      | Verbleib                                                                       | Bild |
| ----------- | --------------- | ---------------- | ------- | ---------------------------------------- | ---------------------------------------- | ------------------------------- | ------------------------------------------------------------------------------ | ---- |
| Leviathan   | Linienschiff    |                  | 1750    | Devonport, Plymouth                      | Royal Navy                               | 1777–1780                       | Am 27. Februar 1780 gesunken                                                   |      |
| Leviathan   | Linienschiff    | Courageux-Klasse | 1790    | Chatham Dockyard, Chatham                | Royal Navy                               |                                 | 1848 abgewrackt                                                                |      |
| Leviathan   | Segeldampfer    |                  | 1858    | Millwall Iron Works, Millwall            |                                          |                                 | Noch vor der Indienststellung 1859 in Great Eastern umbenannt, 1889 abgewrackt |      |
| Leviathan   | Eisenbahnfähre  |                  | 1849    | Old Yard von Robert Napier & Sons, Govan | Edinburgh & Northern Railway Co          | bis 1890 aufgelegt und verkauft | 1892 abgewrackt                                                                |      |
| Leviathan   | Panzerkreuzer   | Drake-Klasse     | 1901    | John Brown & Company, Clydebank          | Royal Navy                               |                                 | 1920 abgewrackt                                                                |      |
| Leviathan   | Passagierschiff | Imperator-Klasse | 1914    | Blohm & Voss, Hamburg                    | United States Navy / United States Lines | 1917–1934                       | 1938 abgewrackt                                                                |      |
| Leviathan   | U-Boot          | T-Klasse         | 1943    | Chatham Dockyard, Chatham                | Israelische Marine                       |                                 | 1978 abgewrackt                                                                |      |
| Leviathan   | Flugzeugträger  | Majestic-Klasse  | 1945    | Swan Hunter, Wallsend                    | Royal Navy                               | nicht fertiggestellt            | 1968 abgewrackt                                                                |      |
| Leviathan   | Fähre           |                  | 1963    | Rolandwerft, Berne                       |                                          | 2005–2006                       | 2010 verkauft und in Favola A Venezia umbenannt 2014 in Aliaga verschrottet    |      |
| Leviathan   | U-Boot          | Dolphin-Klasse   | 1997    | HDW, Kiel / Nordseewerke, Emden          | Israelische Marine                       | 1999                            |                                                                                |      |